# Staffan Olsson
Staffan Olsson (Uppsala, 26. ožujka 1964.) je nekadašnji rukometaš reprezentacije Švedske i danas trener.

## Karijera
Aktualni je trener Hammarbya te izbornik reprezentacije Švedske, zajedno s bivšim reprezentativnim kolegom, Olom Lindgrenom. 
Prvi klubovi za koje je Olsson igrao bili su švedski Skånela IF i HK Cliff, nakon kojih kratko boravi u njemačkom TV Hüttenbergu. Nakon jednosezonskog povratka u Cliff, Olsson odlazi u njemački TV Niederwürzbach, odakle ga, nakon 4 sezone, kupuje THW Kiel. U Kielu je Olsson, u 219 utakmica, postigao 613 golova te se tih 7 sezona može smatrati krunom njegove klupske karijere. Četiri je puta bio nacionalni prvak, tri puta osvajao nacionalni kup, dva puta Kup EHF-a, a 2000. godine je igrao i finale EHF-ove Lige prvaka. Nakon Kiela, vraća se u Švedsku gdje igra za Hammarby IF, ali ga u travnju 2004. napušta i dva mjeseca igra za CB Ademar León, prije nego što se ponovo vraća u Hammarby, gdje se i umirovio 2006. godine. 
Za reprezentaciju je debitirao 18. listopada 1986. protiv Norveške te je u 18 godina igranja postigao 855 golova u 358 nastupa. Sa Švedskom je bio višestruki svjetski i europski prvak, a osvojio je i tri olimpijska srebra. Dva je puta bio i srebrni te brončani na svjetskim prvenstvima. Posljednju utakmicu za reprezentaciju odigrao je 2004. godine, protiv Njemačke. 
Trenersku sezonu započeo je 2005. godine kada postaje trener-igrač Hammarbyja. Od 2006., radi u klubu samo kao trener prve momčadi. Godine 2008., zajedno s Olom Lindgrenom, postaje izbornik švedske reprezentacije s kojom 2012. godine osvaja srebro na Olimpijskim igrama.
U braku je, a sa suprugom Marie ima dvoje djece.

## Dosadašnji klubovi
- Skånela
- HK Cliff
- TV Hüttenberg (-1991.)
- TV Niederwurzbach (1992. – 1996.)
- THW Kiel (1996. – 2003.)
- Hammarby (2003. – 2004.)
- Ademar León (2004. (6 tjedana))
- Hammarby (2004. – 2006.)

## Uspjesi

### Olimpijske igre
- Barcelona 1992.- srebro
- Atlanta 1996.- srebro
- Sydney 2000.- srebro

### Svjetsko prvenstvo
- Čehoslovačka 1990.- zlato
- Egipat 1999.- zlato
- Japan 1997.- srebro
- Francuska 2001.- srebro
- Švedska 1993.- bronca
- Island 1995.- bronca

### Europsko prvenstvo
- Portugal 1994.- srebro
- Italija 1998.- srebro
- Hrvatska 2000.- srebro
- Švedska 2002.- srebro

## Vanjske poveznice
- Svenska handbollsförbundet - Staffan Olsson  Arhivirana inačica izvorne stranice od 28. rujna 2007. (Wayback Machine)
- Hammarby Handboll